# 12 Pułk Piechoty (Księstwo Warszawskie)

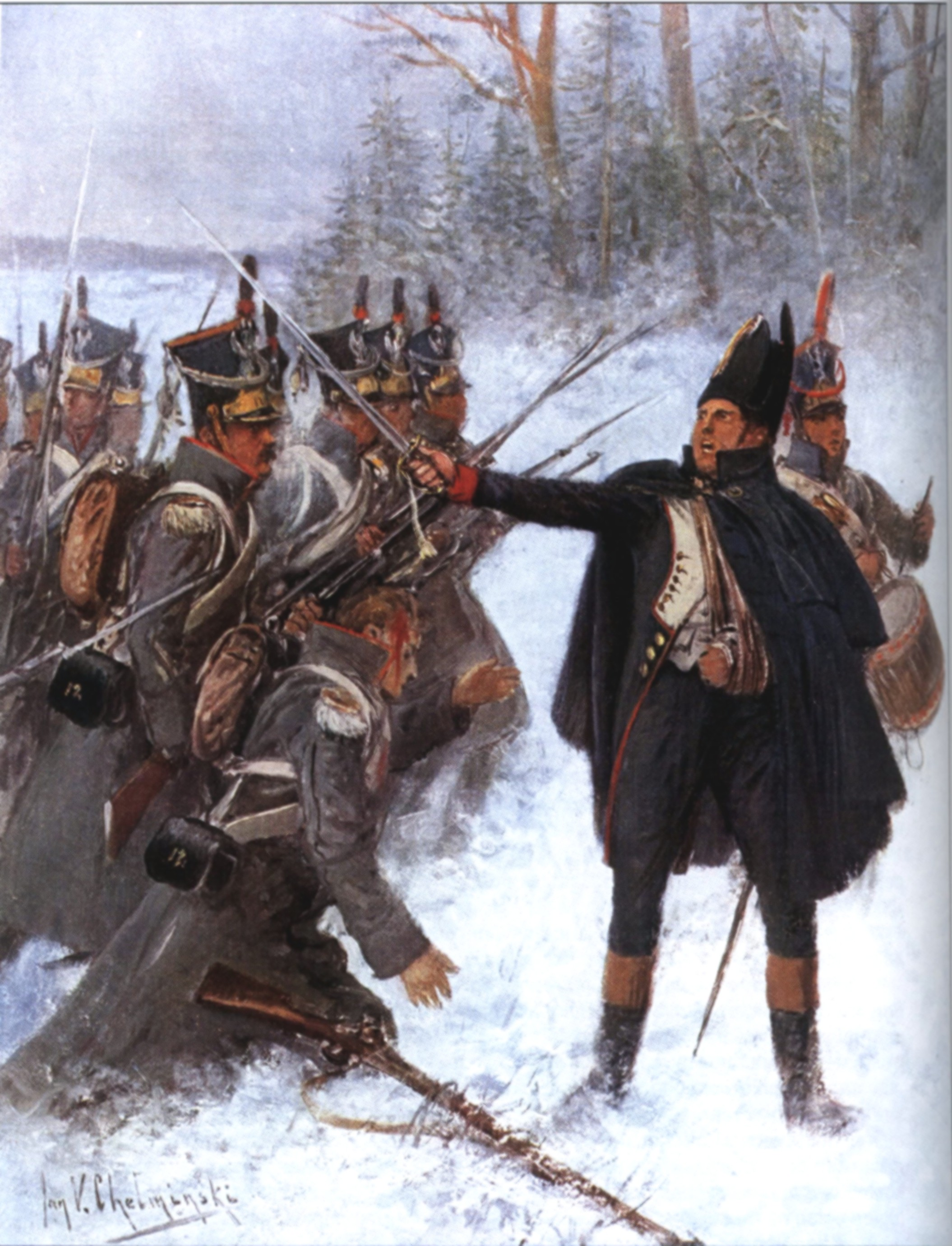
12 Pułk Piechoty

12 Pułk Piechoty – oddział piechoty Armii Księstwa Warszawskiego.

## Formowanie i zmiany organizacyjne
Sformowany w 1806 roku w Kościanie w Poznańskiem. Po zakończeniu działań bojowych, zgodnie z rozkazem z 10 sierpnia 1807, 12 pułk piechoty płk. Ponińskiego stanął garnizonem w Rawiczu.
Pod koniec 1809 roku pułk liczył 2614 żołnierzy. Według etatu z 1810 roku, pułk składał się ze 27 osobowego sztabu i trzech batalionów piechoty po 6 kompanii. Sztaby batalionów liczyć miały 4 osoby, a kompanie 136 żołnierzy. W sumie w pułku powinno służyć 2487 żołnierzy. Faktycznie stan osobowy oddziału był nieco mniejszy.
Zgodnie z zarządzeniem Napoleona z 17 maja 1811 roku, na terenie Księstwa Warszawskiego utworzono trzy dywizje. Pułk wszedł w skład 3 Dywizji.
W czasie przygotowań do inwazji na Rosję 1812 roku pułk włączony został w strukturę 18 Dywizji Ludwika Kamienieckiego z V Korpusu Wielkiej Armii ks. Józefa Poniatowskiego.
Po przegranej kampanii rosyjskiej 1812 roku, powtórnie odtworzono pułk w składzie dwóch batalionów po 700 żołnierzy. Wszedł w skład 26 Dywizji dowodzonej przez Ludwika Kamienieckiego. Komendę nad pułkiem przejął płk Maciej Wierzbiński.
Po abdykacji Napoleona, car Aleksander I wyraził zgodę na odesłanie oddziałów polskich do kraju. Miały one stanowić bazę do tworzenia Wojska Polskiego pod dowództwem wielkiego księcia Konstantego. 13 czerwca 1814 roku pułkowi wyznaczono miejsce koncentracji w Krakowie.
Pułk nie został jednak odtworzony, bowiem etat armii Królestwa Polskiego przewidywał tylko 12 pułków piechoty. Nowe pułki piechoty sformowano dopiero po wybuchu powstania listopadowego. Rozkaz dyktatora gen. Józefa Chłopickiego z 10 stycznia 1831 roku nakładał obowiązek ich organizowania na władze wojewódzkie. W województwie sandomierskim tworzony był  2 Pułk Województwa Sandomierskiego przemianowany później na 12 pułk piechoty liniowej.

## Żołnierze pułku
Pułkiem dowodzili:
- płk Stanisław Poniński,
- płk Ignacy Zieliński (1 kwietnia 1807),
- płk Jan Weyssenhoff (29 lipca 1808),
- płk Maciej Wierzbiński (25 maja 1812).

## Walki pułku
Pułk brał udział w walkach w okresie pierwszej wojny polskiej 1807 roku, wojny polsko-austriackiej, inwazji na Rosję 1812 roku i kampanii 1813 roku.
Bitwy i potyczki: 

- Tczew (23 lutego 1807),
- Gdańsk i Frydland (obecnie Prawdinsk) (14 czerwca 1807),
- Grochów (25 kwietnia 1809),
- Góra (3 maja 1809),
- Zamość, Sandomierz, Jedlińsk (11 czerwca 1809),
- Smoleńsk (17 sierpnia 1812),
- Możajsk (5 i 7 września 1812),
- Czeryków (29 września 1812),
- Woronów (2 października 1812),
- nad Berezyną (28 listopada 1812),
- Wachau (16 października 1813),
- Lipsk (18 i 19 października 1813).

## Mundur
Przepis ubiorczy z 3 września 1810 roku nie doprowadził jednak do całkowitego ujednolicenia munduru piechoty. Niektóre pułki dość  znacznie różniły się od ustaleń regulaminowych.
W 12 pułku piechoty były to bermyce gładkie z białymi kordonami.